# Mohammad Al Mulla
Mohammad Al Mulla (1988) è un astronauta emiratino.
Il 10 aprile 2021 venne selezionato come candidata astronauta dal Centro spaziale Mohammed bin Rashid. Nel gennaio 2022 iniziò l'addestramento astronautico di base al Johnson Space Center con i candidati astronauti del Gruppo 23 della NASA, che concluse nel marzo 2024.